# Kominternivske (huyện)
Huyện Kominternivske (tiếng Ukraina: Комінтернівський район, chuyển tự: Kominternivskes’kyi raion) là một huyện của tỉnh Odessa thuộc Ukraina. Huyện Kominternivske có diện tích 1499 kilômét vuông, dân số theo điều tra dân số ngày 5 tháng 12 năm 2001 là 67207 người với mật độ 45 người/km2. Trung tâm huyện nằm ở Kominternivske.